# 圣安德烈站
圣安德烈站是法国的一个铁路车站，位于法国北部市镇圣安德烈莱里尔境内。

## 位置
圣安德烈站位于圣安德烈市区的西部，里尔－加来铁路7.702公里处。车站大致呈东西走向，正门开口朝南，通过车站路（法語：rue de la Gare）连接省道D949线。
由于圣安德烈站位于里尔城市圈范围内，境内城市公共交通较为发达；加之圣安德烈站相对远离主干道，因此该站使用人数较少。

## 停靠线路
以下列车线路在圣安德烈站停靠：
| 圣安德烈站列车线路表 |                     |               |        |              |
| 线路                 | 车种                | 上一站        | 下一站 | 大致运行频率 |
| 里尔—阿兹布鲁克      | TER Hauts-de-France | 里尔/拉玛德莲 | 佩朗希 | 每天1趟      |
| 里尔—阿尔芒蒂耶尔    | TER Hauts-de-France | 拉玛德莲      | 佩朗希 | 每天7趟左右  |
| 1. 2.                |                     |               |        |              |

## 配套交通

### 长途客车
圣安德烈站附近暂无固定的长途客车路线。当铁路线施工或罢工时，SNCF可能会提供途径该线路沿途站点的大巴车，上下车地点位于公交车站处，其车票可与SNCF的同线路车票通用。

### 城市公共交通
| 圣安德烈站附近的市内公共交通线路 |                        | |
| 公交车站名称                     | 位置                   | 停靠线路 |
| 圣安德烈火车站                   | 圣安德烈站 正前方100米 | L1 瓦布尔希-邮局门 ↔ 法什蒂梅尼勒-商业中心 L90 里尔-大区总部 ↔ 科米讷-市政府 50 马尔克-初级中学 ↔ 圣安德烈-大圣安德烈 Corolle 1 阿斯克新城-市政厅 （顺时针环行线） Corolle 2 阿斯克新城-市政厅 （逆时针环行线） |
| 1. 2.                            |                        | |

## 临近车站
| 圣安德烈站（Gare de Saint-André） |                |                  |
| 上行车站                          | 线路           | 下行车站         |
| 拉玛德莲站 2.1km ←                | 里尔－加来铁路 | 佩朗希站 → 5.2km |
| - 本表仅显示运营中的线路及车站    |                |                  |